# 科爾丘諾克 (特諾皮爾州)
49°47′36″N 25°5′25″E / 49.79333°N 25.09028°E
科爾丘諾克（羅馬化：Korchunok）是烏克蘭的村落，位於該國西部捷爾諾波爾州，由捷尔诺波尔区負責管轄，面積0.4平方公里，2001年人口47，人口密度每平方公里117.5人。